# Fear Factory
Fear Factory er et amerikansk industrial metal-band, der blev dannet i 1990 i Los Angeles, Californien. Siden deres stiftelse har bandet udgivet syv studiealbums, flere singler og remixes der har været indflydelsesrige indenfor både dødsmetal og industrial metal. Deraf har lydteknikker og vokalstil også vist sig at være enormt indflydelsesrig på ekstremmetalscenen i midten af 1990'erne og videre frem.

## Medlemmer

### Nuværende medlemmer
- Burton C. Bell – Vokal (1989- )
- Dino Cazares – Guitar (1989-2004, 2009- )
- Byron Stroud – Bas (2004- )

### Tidligere medlemmer
- Christian Olde Wolbers – Guitar (2004-2008), bas ; studie og live bas (1994-2004)
- Andrew Shives – Live bass (1991-1994)
- Raymond Herrera – Trommer (1989-2008)
- Gene Hoglan – Trommer (2009-2013)[2]

## Diskografi

### Studiealbum
- 1992: Soul of a new Machine
- 1995: Demanufacture
- 1998: Obsolete
- 2001: Digimortal
- 2002: Concrete (Uudgivet album fra 1991)
- 2004: Archetype
- 2005: Transgression
- 2010: Mechanize
- 2012: The Industrialist
- 2015: Genexus

### Remixalbum
- 1993: Fear is the Mindkiller (Remix af Front Line Assembly)
- 1997: Remanufacture

### Livealbum & opsamlingsalbum
- 2003: Hatefiles (Opsamlingsalbum med remixes og uudgivet spor)
- 2006: The Best of Fear Factory
- 2012: The Complete Roadrunner Collection 1992–2001

### Singler & ep'er
- 1995: "Replica"
- 1995: "Dog Day Sunrise"
- 1997: "Burn"
- 1997: "Self Bias Resistor"
- 1997: "Remanufacture"
- 1997: The Gabber Mixes (EP)
- 1997: "Burn"
- 1998: Revolution (EP)
- 1999: "Resurrection"
- 1999: "Cars"
- 2001: Linchpin - Special Australian Tour 2001 (EP)
- 2002: "Linchpin"
- 2002: "Digimortal"
- 2004: "Cyberwaste"
- 2004:"Archetype"
- 2004: "Bite The Hand That Bleeds"
- 2005: "Supernova"
- 2005: "Moment of Impact"
- 2006: "Transgression"
- 2009: "Powershifter"
- 2010: "Fear Campaign"
- 2010: "Final Exit"
- 2012: "Recharger"
- 2012: "New Messiah"
- 2012: "The Industrialist"
- 2015: "Soul Hacker"
- 2015: "Protomech"
- 2015: "Dielectric"

### Videoer & dvd'er
- 2002: Digital Connectivity (DVD)

## Fodnoter
1. ↑  Russ, Brian. "Fear Factory". BNR Productions. Arkiveret fra originalen 11. august 2007. Hentet 2007-03-14. {{cite web}}: Kursiv eller fed markup er ikke tilladt i: |publisher= (hjælp)
2. ↑  "Gene Hoglan Found Out He Was No Longer in Fear Factory From the Internet | MetalSucks". Arkiveret fra originalen 8. august 2013. Hentet 5. august 2013.

| Musikgruppe | Spire Denne artikel om en amerikansk musikgruppe er en spire som bør udbygges. Du er velkommen til at hjælpe Wikipedia ved at udvide den. |